# Jenifer Lewis
Jenifer Lewis (Kinloch, 25 de janeiro de 1957) é uma atriz e cantora estadunidense.

## Biografia
Jenifer Lewis nasceu em St. Louis, Missouri. Sua mãe é auxiliar de enfermagem e seu pai trabalhador de fábrica. Ela estudou em Kinloch High School e depois na Universidade Webster em Webster Groves no Missouri.Ela tem transtorno bipolar .

## Carreira
Depois de Jenifer Lewis mudar-se para Los Angeles, ela começou a aparecer em séries de TV, incluem Murphy Brown, Dream On, In Living Color, Roc, Hangin' with Mr. Cooper, e Friends. Ela também teve um papel recorrente como Tia Helen na serie The Fresh Prince of Bel-Air com Will Smith, desempenhando o papel entre 1991 a 1996. Em 1992, Lewis foi escalado como uma das cantoras de back-up para Whoopi Goldberg na comédia Sister Act. No ano seguinte, Jenifer interpretou a mãe de Tupac Shakur no filme de drama Poetic Justice.  Por sua performance, ela recebeu seu primeiro prêmio na NAACP Image Awards como Melhor Atriz Coadjuvante em um Motion Picture. Lewis também tinha número de voz sobre papéis, em filme da Walt Disney de animação em A Princesa e o Sapo recebeu de melhor dubladora. Jenifer Lewis é mais conhecida por interpretar papéis como mãe em filmes. Ela interpretou uma mãe nos filmes What's Love Got to Do With It em 1993, The Preacher's Wife em 1996, The Brothers em 2001, Think Like a Man e na sequencia Think Like a Man Too em 2014, Baggage Claim em 2013), The Wedding Ringer em 2015, e na mini série The Temptations em 1998.

## Filmografia

### Cinema
| Ano  | Titulo                          | Papel                   | Notas |
| ---- | ------------------------------- | ----------------------- | --- |
| 1988 | Beaches                         | Diva                    | |
| 1988 | Red Heat                        | Judge Jenifer Lewis     | |
| 1992 | Sister Act                      | Michelle                | |
| 1992 | Frozen Assets                   | Jomisha                 | |
| 1993 | Poetic Justice                  | Anne                    | |
| 1993 | Meteor Man                      | Mrs. Williams           | |
| 1993 | What's Love Got to Do With It   | Zelma Bullock           | Indicada - NAACP Image Award - Melhor Atriz Coadjuvante em um Filme |
| 1993 | Undercover Blues                | Taxista                 | |
| 1993 | Sister Act 2: Back in the Habit | Michelle                | |
| 1994 | Renaissance Man                 | Mrs. Coleman            | |
| 1994 | Deconstructing Sarah            | Betty                   | Filme de Televisão |
| 1994 | Corrina, Corrina                | Jevina Washington       | |
| 1994 | Shake, Rattle and Rock!         | Amanda                  | Filme de Televisão |
| 1995 | Panther                         | Rita                    | |
| 1995 | Dead Presidents                 | Mrs. Curtis             | |
| 1996 | The Preacher's Wife             | Marguerite Coleman      | Indicada - NAACP Image Award - Melhor Atriz Coadjuvante em um Filme |
| 1996 | Girl 6                          | Chefe                   | |
| 1998 | The Temptations                 | Mama Rose Franklin      | Filme de Televisão |
| 1998 | The Mighty                      | Mrs. Addison            | |
| 1998 | An Unexpected Life              | Camille                 | Filme de Televisão |
| 1999 | Mystery Men                     | Lucille                 | |
| 1999 | Get Bruce                       | Ela mesma               | |
| 1999 | Blast From the Past             | Dr. Aron                | |
| 1999 | Jackie's Back                   | Jackie Washington       | Indicada — Black Reel Award - Melhor Atriz |
| 2000 | Cast Away                       | Becca Twig              | |
| 2000 | Dancing in September            | Judge Warner            | |
| 2000 | Partners                        | Detetive Lancy          | Filme de Televisão |
| 2000 | Little Richard                  | Muh Penniman            | Filme de Televisão |
| 2001 | The Brothers                    | Louise Smith            | |
| 2001 | The Ponder Heart                | Narcissa Wingfield      | Filme de Televisão |
| 2002 | Antwone Fisher                  | Tia                     | |
| 2002 | Juwanna Mann                    | Tia Ruby                | |
| 2004 | The Cookout                     | Emma "Lady Em" Andersen | |
| 2004 | Shark Tale                      | Motown Turtle           | Voz |
| 2004 | Nora's Hair Salon               | Nora Harper             | |
| 2006 | Dirty Laundry                   | Aunt Lettuce            | |
| 2006 | Cars                            | Flo                     | Voz |
| 2006 | Madea's Family Reunion          | Milay Jenay Lori        | |
| 2006 | The Heart Specialist            | Nurse Jackson           | |
| 2007 | Who's Your Caddy?               | Mrs. Hawkins            | |
| 2007 | Redrum                          | Therapist               | |
| 2008 | Tyler Perry's Meet the Browns   | Vera Brown              | |
| 2009 | The Princess and the Frog       | Mama Odie               | Voz Indicada — Annie Award - Melhor Dubladora |
| 2009 | Not Easily Broken               | Mary 'Mama' Clark       | |
| 2010 | Hereafter                       | Candace                 | |
| 2011 | Cars 2                          | Flo                     | Voz |
| 2011 | Five                            | Maggie                  | Indicada — — Black Reel Award - Melhor Atriz em Minissérie ou Filme de Televisão Indicada — NAACP Image Award - Melhor Atriz em Filme de Televisão, Mini-Série ou Especial Dramático Nominated – NAMIC Vision Awards - Melhor Performance – Drama |
| 2012 | Think Like a Man                | Loretta Hanover         | |
| 2012 | Zambezia                        | Gogo                    | Voz |
| 2013 | Baggage Claim                   | Catherine Moore         | Indicada — Acapulco Black Film Festival Award - Melhor Elenco |
| 2013 | Playin' for Love                | Alize Gates             | |
| 2014 | Think Like a Man Too            | Loretta Hanover         | |
| 2014 | The Magic City                  | Tia Valerie             | |
| 2015 | The Wedding Ringer              | Doris Jenkins           | |

### Televisão
| Ano       | Titulo                                          | Papel                                                                | Notas |
| --------- | ----------------------------------------------- | -------------------------------------------------------------------- | --- |
| 1990–91   | Murphy Brown                                    | Pessoa de vendas                                                     | Episodio: "Jingle Hell, Jingle Hell, Jingle All the Way" and "Uh-Oh: Pt. 2"                                                                                     |
| 1990–93   | A Different World                               | Dean Dorothy Dandridge Davenport                                     | Papel Recorrente - 9 episódios |
| 1991      | Stat                                            | Felicia Brown                                                        | Episodio: "Psychosomatic" |
| 1991–96   | The Fresh Prince of Bel-Air                     | Tia Helen Smith                                                      | Papel Recorrente - 8 episódios |
| 1992      | Dream On                                        | Carolyn                                                              | Episodio: "To the Moon, Alex!" |
| 1993      | In Living Color                                 | vários personagens                                                   | Episodio: "Bunny Clive" and "Calhoun Tubbs" |
| 1993      | Roc                                             | Charlaine                                                            | Episodio: "Joey the Bartender" |
| 1993      | Moon Over Miami                                 | Aurora Tyler                                                         | Episodio:"If You Only Knew" |
| 1993–94   | Hangin' With Mr. Cooper                         | Georgia Rodman                                                       | Episodio: "Father Fairest" and "Double Cheeseburger, Hold the Diploma"                                                                                          |
| 1994      | Lois & Clark: The New Adventures of Superman    | Mystique                                                             | Episodio: "All Shook Up" |
| 1994      | Friends                                         | Paula                                                                | Episodio: "The One With the Thumb" |
| 1995      | New York Undercover                             | Medina                                                               | Episodio: "Private Enemy No. 1" |
| 1995      | Living Single                                   | Delia Deveaux                                                        | Episodio: "Talk Showdown" |
| 1995      | Courthouse                                      | Judge Rosetta Reide                                                  | Papel Principal - 11 Episódios |
| 1996      | Cosby                                           | Bernice                                                              | Episódio: "Basketball Story" |
| 1997      | Touched by an Angel                             | Queenie                                                              | Episodio: "Amazing Grace: Part 1" |
| 1997      | Promised Land                                   | Queenie                                                              | Episodio: "Amazing Grace: Part 2" |
| 1997–99   | Happily Ever After: Fairy Tales for Every Child | Hazel / Black Widow Spider                                           | Episodio: "Goldilocks and the Three Bears", "The Bremen Town Musicians"                                                                                         |
| 1998      | The Parent 'Hood                                | Linda                                                                | Episodio: "Hurricane Linda" |
| 1998-00   | For Your Love                                   | Sylvia Ellis / Mel and Reggie's Mother                               | Episodio: "The Brother's Day" and "Father Fixture" |
| 1999      | The Jamie Foxx Show                             | Josie                                                                | Episodio: "Always Follow Your Heart" |
| 1999      | Moesha                                          | Mrs. Biggs                                                           | Episodio: "A Den Is a Terrible Thing to Waste" |
| 1999      | Grown Ups                                       | A mãe de Melissa                                                     | Episodio: "Family Circus" ( |
| 1999      | Time of Your Life                               | A mãe de Joss                                                        | Episodio: "The Time They Had Not" |
| 1999–2008 | The PJs                                         | Bebe Ho (voz)                                                        | Papel Principal - 35 episódios |
| 2000      | Bette                                           | Inez                                                                 | Episodio: "The Grammy Pre-Show" |
| 2000–06   | Strong Medicine                                 | Recepcionista Lana Hawkins                                           | Papel Principal, 131 episódios Indicada - NAMIC Vision Awards - Melhor Desempenho - Drama (2006)                                                                |
| 2002      | Family Affair                                   | Mrs. Summers                                                         | Episodio: "Pilot: Part 1" |
| 2002–06   | Girlfriends                                     | Veretta Childs                                                       | Papel Recorrente - 7 episódios |
| 2003      | The Proud Family                                | Tia Spice                                                            | Episodio: "Penny Potter" |
| 2004      | That's So Raven                                 | Vivian Baxter                                                        | Episodio: "To See or Not to See" |
| 2007      | Day Break                                       | Elizabeth Hopper                                                     | Episodio: "What If She's Lying?" |
| 2007      | Shark                                           | Ellie Broussard                                                      | Episodio: "Backfire" |
| 2007–08   | Boston Legal                                    | Juiz Isabel Fisher                                                   | Episodio: "No Brains Left Behind" and "Mad About You" |
| 2009–10   | Meet the Browns                                 | Vera Brown                                                           | Papel Recorrente - 4 Episódios |
| 2011      | The Cleveland Show                              | Mulher / Mãe / Recepcionista / mulher de meia idade de Kevin Garnett | Episodio: "A Short Story and a Tall Tale" and "The Way the Cookie Crumbles"                                                                                     |
| 2011      | American Dad!                                   | Lessie                                                               | Episodio: "School Lies" |
| 2011      | State of Georgia                                | Patrice                                                              | Episodio: "Best Friends For-Never" |
| 2011      | The Playboy Club                                | Pearl                                                                | Papel Recorrente - 7 episódios |
| 2014      | The Boondocks                                   | Chefe Willona / Geraldine                                            | Episodio: "Breaking Grandad" and "Early Bird Special" |
| 2014–2022 | Black-ish                                       | Ruby Johnson                                                         | Papel Recorrente Temporada 1; Papel Principal Temporada 2 - presente Indicada -Critics' Choice Television Awar para Melhor perfomice em Série de Comédia (2016) |
| 2015      | The Exes                                        | Caren Dupree                                                         | Episodio: "Requiem for a Dream" |
| 2015      | Instant Mom                                     | Delois                                                               | Episodio: "Not Full House" |
| 2018      | RuPaul's Drag Race: All Stars                   | Ela Mesma                                                            | Jurada Convidada |

| Ano  | Titulo                           | Papel | Notas |
| ---- | -------------------------------- | ----- | ----- |
| 2006 | Cars                             | Flo   | Voz   |
| 2007 | Cars Mater-National Championship | Flo   | Voz   |